# Antidesma helferi
Antidesma helferi är en emblikaväxtart som beskrevs av Joseph Dalton Hooker. Antidesma helferi ingår i släktet Antidesma och familjen emblikaväxter. Inga underarter finns listade i Catalogue of Life.